# Crédit Lyonnais
Der Crédit Lyonnais, einst die bedeutendste Bank Frankreichs, ist eng mit der Wirtschaftsgeschichte des Landes verbunden. 1993 war die Bank Mittelpunkt eines der größten Bankskandale weltweit und verlor 2003 ihre Unabhängigkeit nach dem Kauf durch den Crédit Agricole. Heute lebt der Name weiter als Le Crédit Lyonnais (kurz: LCL), eine Tochter des Crédit Agricole, welche das Privatkundengeschäft und das Filialnetz des ehemaligen Crédit Lyonnais umfasst; das Großkundengeschäft wurde auf Crédit Agricole CIB übertragen, ebenfalls eine Tochter des Crédit Agricole.

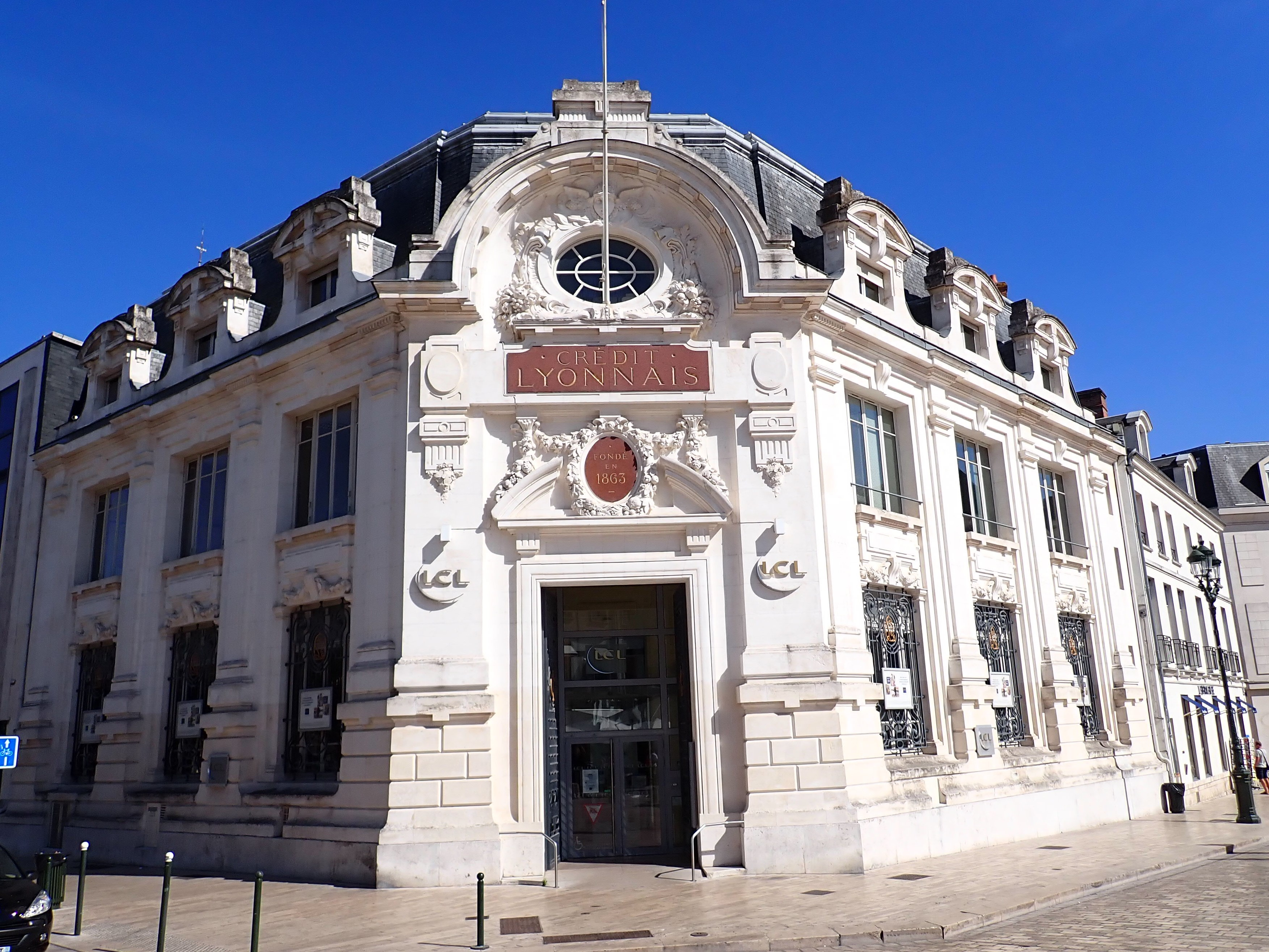
Filiale in Orleans

## Geschichte

### Gründung und Aufstieg

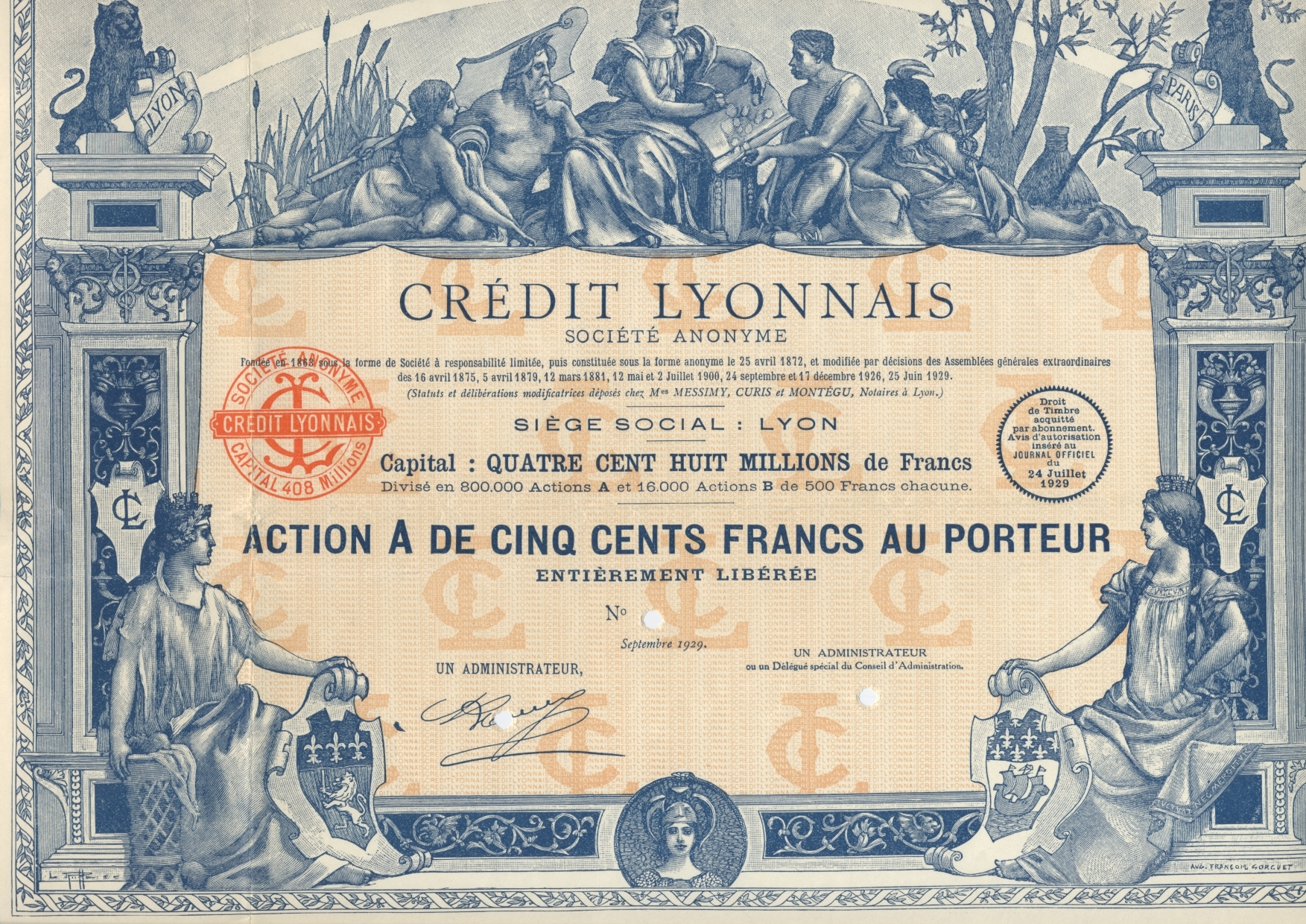
Aktie der Crédit Lyonnais

Die Bank wurde von Henri Germain am 6. Juli 1863 gegründet. Zusammen mit BNP Paribas und Société Générale gehört der Crédit Lyonnais zu den drei ältesten französischen Geschäftsbanken (les trois vieilles).
1870 eröffnete die Bank ihre erste Niederlassung außerhalb des Landes in London. 1876 wurde die erste Niederlassung in Paris eröffnet, die bis 1913 der Hauptsitz der Bank wurde. 1880 belegte der Crédit Lyonnais mit 23 Niederlassungen in Paris und Dependancen in London, Genf, Konstantinopel und Alexandria den ersten Rang unter den französischen Banken. 1900 belegte der Crédit Lyonnais den weltweit ersten Rang vom Bilanzvolumen unter den Geschäftsbanken.

### Verstaatlichung
Nach dem Zweiten Weltkrieg wurden in Frankreich die vier größten Banken verstaatlicht, darunter auch der Crédit Lyonnais (1946).
Anfang der 1970er wurde u. a. mit der Commerzbank die Europartner-Gruppe gegründet; aus dieser Verbindung stammt auch das Logo Quatre Vents welches der Crédit Lyonnais bis 2003 gemeinsam mit der Commerzbank führte.
Ab 1973 wurde es den Mitarbeitern der Bank ermöglicht, Aktien zu erwerben; diese Teilprivatisierung wurde 1982 mit der Verstaatlichung des Bankwesens unter der ersten Regierung Mitterrands wieder rückgängig gemacht. In der ersten Cohabitation unter dem damaligen Premierminister Jacques Chirac (1986–1989) sollte der Crédit Lyonnais privatisiert werden. Die Privatisierung wurde vertagt.

### Expansion und Zusammenbruch
Unter dem Vorstand von Jean-Yves Haberer (1988–1993) wurde das internationale Wachstum und eine Expansion aller Geschäftsfelder forciert; so wurde u. a. die Chase Banque de Commerce in Belgien, der Credito Bergamasco und Banco San Marco in Italien, Banca Jover und Banco Comercial Espanol in Spanien und vor allem die BfG Bank in Deutschland erworben. Ebenso betrieb die Bank über ihre Töchter Clinvest, Clindus und SDBO eine aggressive Beteiligungspolitik und erwarb eine Reihe von riskanten Industriebeteiligungen. Das Motto der Bank in jener Zeit lautete: Le pouvoir de dire oui (die Fähigkeit, ja zu sagen). Der Zusammenbruch der Konjunktur und eine tiefe Immobilienkrise in Frankreich führten 1992 zu schweren Verlusten, mit einem Defizit von etwa 150 Milliarden Francs (nahezu 23 Milliarden Euro), die den Eingriff des Staates erforderten, um den Zusammenbruch der Bank zu vermeiden.

### Sanierung
Die Bankfinanzen wurden vor dem Desaster durch Verlagerung ihrer Kredite und Verpflichtungen in eine neue staatseigene Gesellschaft (Bad Bank), dem Consortium de Réalisation (CDR), gerettet. Das CDR erklärte sich später bereit, 525 Millionen US-Dollar an das kalifornische Department of Insurance zu zahlen, um einen Rechtsstreit über den Versicherungsskandal bei Executive Life zu verhindern. Das CDR ist eine kontroverse Gründung, weil viele der Meinung sind, die französische Regierung hätte der Bank nicht aus der Klemme helfen sollen.

### Privatisierung
Seit 1999 werden die Aktien frei an der Börse gehandelt. 50 Prozent waren in Streubesitz, 33 Prozent gehörten einer Gruppe von Großinvestoren, 10 Prozent dem französischen Staat und der Rest den Angestellten und dem Crédit Lyonnais.

### Übernahme durch Crédit Agricole
2003 wurde Crédit Lyonnais vom Crédit Agricole übernommen. Sein Investmentbank- und Großkundengeschäft wurde in eine bestehende Tochtergesellschaft vom Crédit Agricole, Crédit Agricole Indosuez, überführt, die anschließend in Calyon umbenannt wurde (seit 2010 unter dem Namen Crédit Agricole CIB).
2005 wurde die Restgeschäfte des Crédit Lyonnais, bestehend aus dem Filialgeschäft, in Le Crédit Lyonnais (LCL) umbenannt.

## Kritik
Im September 2010 wurde Crédit Lyonnais zusammen mit zehn anderen Banken vom Conseil de la Concurrence zu einer Geldbuße in Höhe von 381,1 Millionen Euro verurteilt. Die Banken hatten eine Verabredung getroffen, der zufolge sie von Januar 2002 bis Juli 2007 von ihren Kunden 4,3 Cent Scheckgebühren je Scheck verlangten, um Extragewinne zu erzielen. Dies betraf 80 Prozent der in Frankreich verwendeten Schecks. Bis 2002 war der Scheckverkehr in Frankreich kostenfrei. Nach dem Einschreiten der Bankenaufsicht, die die Gewinne „unrechtmäßig“ nannte, wurde diese Praxis beendet. Die Banken dieses Kartells wurden außerdem für überzogene Gebühren mit zusammen 3,8 Millionen Euro bestraft. Da Crédit Lyonnais bereits im Jahr 2000 wegen Wettbewerbsbehinderung zu einer Strafe verurteilt worden war, wurde die Strafe um weitere 20 Prozent erhöht.

## Beteiligungen
- Von 1993 bis 2000 war die Bank Mehrheitsaktionär der BfG-Bank; diese Beteiligung wurde im Rahmen der Restrukturierung an die schwedische SEB verkauft.
- Der belgische Crédit Lyonnais wurde 1999 an die Deutsche Bank verkauft.
- Der Crédit Lyonnais besaß die US-amerikanischen MGM-Filmstudios ein paar Jahre, in denen Giancarlo Parretti Studiochef war.

## Verschiedenes

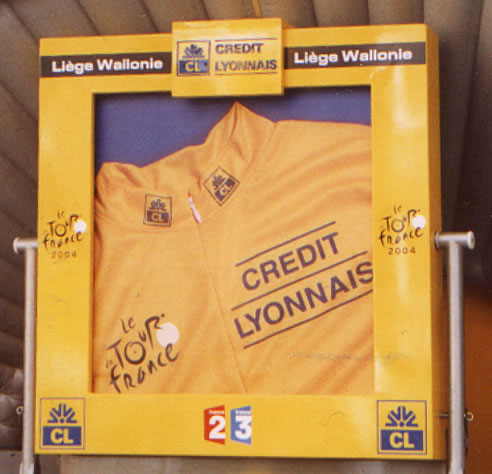
Siegerpodest der Tour de France 2004

- Crédit Lyonnais ist insbesondere durch seine Tätigkeit als Hauptsponsor des gelben Trikots bei der Tour de France weltweit bekannt. Legendäre Radrennfahrer wie Lance Armstrong, Jan Ullrich, Joop Zoetemelk, Eddy Merckx, Fausto Coppi, Bernard Hinault, Luis Ocaña Pernía und Miguel Indurain trugen das berühmte Trikot. Crédit Lyonnais erleichtert während der Tour den Tourbeteiligten mit Bankdienstleistungen in fliegenden Bankschaltern ihr Geschäft.
- Während eines Großbrandes am 5. Mai 1996 wurde ein großer Teil des historischen Pariser Firmensitzes zerstört. Das Feuer begann in der Hauptschalterhalle der Bank und war eines der verheerendsten Feuer, das ein Gebäude in Paris während der letzten 25 Jahre zerstörte. Es brannte über zwölf Stunden und zwei Drittel des Gebäudes wurden zerstört, darunter auch das sensible Bankarchiv und die Computerdaten.
- Der äußerst markante Firmensitz im Osten der Stadt Lyon wird wegen seiner Form crayon (französisch für Bleistift) genannt.